# Petra Neftel
Petra Neftel, geb. Schweers (* 15. Oktober 1974 in Hamburg) ist Business-Coach und ehem. deutsche Fernsehmoderatorin. 
Neftel arbeitete früher als Reiseleiterin und Model. Nach dem Abitur 1994 machte sie bis 1997 ein Volontariat bei Spiegel TV und arbeitete anschließend dort als Redakteurin. Von 1999 bis 2000 moderierte sie auf RTL II die RTL 2 News, bevor sie 2001 zu RTL wechselte und dort bis 2006 die Magazine Explosiv und Explosiv-Weekend sowie verschiedene Nachrichtenformate wie Punkt 6 und Punkt 9 moderierte. 
Weiterhin moderierte sie im Januar 2003 eine Folge des Lifestyle-Magazins Life! Die Lust zu leben auf RTL.
Neftel moderierte im Juli 2009 die Sendung food & style und 2010 ein Dokutainment-Format bei RTL. Vom 2. Januar 2012 präsentierte sie bis Juni 2020 im hr-fernsehen das Boulevard-Magazin maintower.
Im September 2020 veröffentlichte sie das Buch Wünschen ist was für Feen: Wie ich mein Leben in den Griff bekam, und wie du das auch schaffst. Darin beschreibt sie ihren Weg von einem persönlichen Zusammenbruch hin zur erneuten Übernahme der Verantwortung für sich und ihr persönliches Wohlergehen.
Neftel ist seit 2005 verheiratet und hat einen Sohn und eine Tochter. Sie ist Business-Coach in Hamburg mit den Schwerpunkten Präsentation, Wirkung und Medien.